# 榎本葵
榎本 葵（えのもと あおい、1992年7月24日 - ）は、神奈川県川崎市多摩区出身の元プロ野球選手（外野手）、野球指導者。左投左打。

## 経歴

### プロ入り前
小1から野球を始め、リトルシニアでは投手兼外野手として全国優勝を果たす。九州国際大学付属高等学校時代は、2009年に夏の甲子園に4番打者として出場。高校通算47本塁打。広角に長打を打てる上にかなり脚が速いところから「九州のイチロー」と呼ばれた。2学年先輩に二保旭、1学年先輩に河野元貴、1学年後輩に三好匠、髙城俊人、児玉龍也、2学年後輩に古長拓がいる。
2010年のプロ野球ドラフト会議で、東北楽天ゴールデンイーグルスから4巡目で指名。契約金3,000万円、年俸600万円（金額は推定）という条件で入団した。入団当初の背番号は36。

### 楽天時代

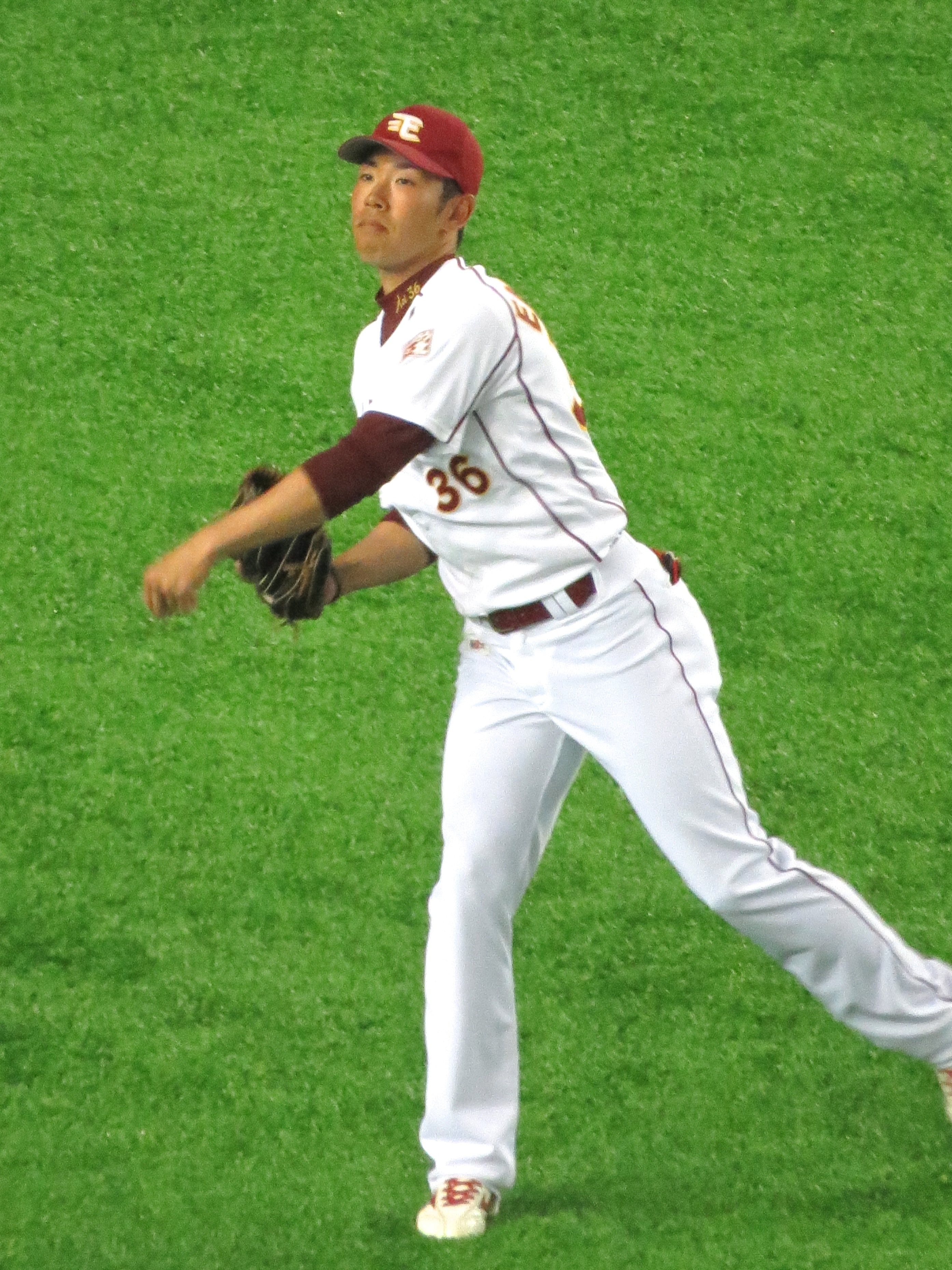
楽天時代

2011年には、一軍昇格の機会はなかったものの、イースタン・リーグ公式戦36試合に出場。少ない打数ながら、打率3割を記録した。
2012年には、自身と同じ左打ちでレギュラー外野手の鉄平が右肩の痛みを訴えたことから、鉄平に代わって5月26日にプロ入り後初の一軍選手登録を果たした。以降の試合では、プロ初安打を放ったほか、スタメンでも出場。6月6日に鉄平が一軍へ復帰した後も、同月18日に出場選手登録を抹消されるまで、引き続き一軍へ帯同していた。7月19日にHARDOFF ECOスタジアム新潟で開かれたフレッシュオールスターゲームでは、イースタン・リーグ選抜の3番・右翼手としてフル出場。4打数2安打の活躍で優秀選手賞を獲得した。
2013年には、2月のオープン戦の試合前に、他の選手による遠投の球で右頬を骨折。その影響で、開幕から二軍での調整を余儀なくされた。一軍のレギュラー外野手・聖澤諒の負傷によって、8月21日にこの年初めて一軍登録。8月25日の対千葉ロッテマリーンズ戦（Kスタ宮城）では、8回裏に4番打者・アンドリュー・ジョーンズの代走で出場してから、9回裏に迎えたこの年初打席で右中間へサヨナラ安打を放った。この安打では、一軍での初打点を挙げている。
2014年には、春季キャンプから一軍への帯同を続けた結果、自身初の開幕一軍登録を果たした。レギュラーシーズン通算では、代走や守備要員を中心に、一軍公式戦24試合に出場した。また、シーズン終了後に開催された第1回U-21野球ワールドカップでは、オーバーエイジ枠で日本代表のメンバーに招集。全8試合に先発で出場するとともに、20打数5安打2打点13四球という成績でチームの準優勝に貢献した。
2015年には、一軍公式戦15試合へ出場。4試合でスタメンに起用されたほか、3得点を記録したが、打撃面では18打数1安打（打率.056）という成績にとどまった。10月にはフェニックス・リーグに参加したが、球団は10月26日に榎本の支配下選手契約を解除。11月19日には、育成選手として球団と再び契約を結ぶとともに、背番号を036に変更した。
2016年には、イースタン・リーグ公式戦60試合に出場。1本塁打、16打点、3盗塁、打率.287という成績を残した。しかし、支配下登録選手への復帰を果たせないまま、10月1日に球団から戦力外通告を受けた。10月31日にNPBから自由契約選手として公示されたが、NPB他球団での現役続行を希望していたため、11月12日には12球団合同トライアウト（阪神甲子園球場）に参加。シートバッティング形式の対戦で、5人の投手を相手に、5打数1安打1四球2三振という結果を残した。

### ヤクルト時代
2016年11月25日に、東京ヤクルトスワローズが榎本の獲得を発表した。支配下登録選手としての契約で、背番号は64。
2017年10月3日に、球団から自身2度目の戦力外通告を受けた。11月15日に、昨年に引き続き12球団合同トライアウト（MAZDA Zoom-Zoom スタジアム広島）に参加。4打席で3安打1本塁打1四球という成績を残したが、NPB球団からの獲得には至らなかった。

### 社会人野球時代
トライアウト後、東京都足立区を拠点に活動する社会人野球・クラブチームのREVENGE99への入部が決まった。会社員として勤務しながらプレーすると報じられた。

### BCリーグ・富山時代
2018年6月5日、ベースボール・チャレンジ・リーグ（BCリーグ）の富山GRNサンダーバーズが榎本の入団を発表した。発表に付されたコメントではNPBへの復帰を目指すことを表明していた。2019年シーズン終了後に、富山を退団（任意引退）することが発表された。

### 現役引退後
2020年にInstagramアカウントを開設し、「オンラインレッスン」と称して球児向けに野球技術のアドバイスなどを発信していた。
2024年4月1日、関西独立リーグ（さわかみ関西独立リーグ）の姫路イーグレッターズでコーチに就任することが発表され、翌日リーグより公示された。監督を務める海田智行に共通の知人を通じて紹介されたという。

## 選手としての特徴・人物
俊足と広角打法が持ち味の外野手。
愛称は「エノ」、「エノさん」。

## 詳細情報

### 年度別打撃成績
| 年 度    | 球 団    | 試 合 | 打 席 | 打 数 | 得 点 | 安 打 | 二 塁 打 | 三 塁 打 | 本 塁 打 | 塁 打 | 打 点 | 盗 塁 | 盗 塁 死 | 犠 打 | 犠 飛 | 四 球 | 敬 遠 | 死 球 | 三 振 | 併 殺 打 | 打 率 | 出 塁 率 | 長 打 率 | O P S |
| -------- | -------- | ----- | ----- | ----- | ----- | ----- | -------- | -------- | -------- | ----- | ----- | ----- | -------- | ----- | ----- | ----- | ----- | ----- | ----- | -------- | ----- | -------- | -------- | ----- |
| 2012     | 楽天     | 16    | 22    | 19    | 3     | 3     | 0        | 1        | 0        | 5     | 0     | 0     | 0        | 0     | 0     | 3     | 0     | 0     | 1     | 0        | .158  | .273     | .263     | .536  |
| 2013     | 楽天     | 13    | 11    | 11    | 1     | 1     | 1        | 0        | 0        | 2     | 2     | 0     | 0        | 0     | 0     | 0     | 0     | 0     | 5     | 0        | .091  | .091     | .182     | .273  |
| 2014     | 楽天     | 24    | 23    | 21    | 1     | 3     | 1        | 1        | 0        | 6     | 0     | 0     | 2        | 1     | 0     | 1     | 0     | 0     | 8     | 0        | .143  | .182     | .286     | .468  |
| 2015     | 楽天     | 15    | 19    | 18    | 3     | 1     | 0        | 0        | 0        | 1     | 0     | 0     | 0        | 0     | 0     | 1     | 0     | 0     | 5     | 0        | .056  | .105     | .056     | .161  |
| 2017     | ヤクルト | 9     | 8     | 7     | 3     | 1     | 0        | 0        | 0        | 1     | 0     | 0     | 0        | 0     | 0     | 1     | 0     | 0     | 4     | 0        | .143  | .250     | .143     | .393  |
| NPB：5年 | NPB：5年 | 77    | 83    | 76    | 11    | 9     | 2        | 2        | 0        | 15    | 2     | 0     | 2        | 1     | 0     | 6     | 0     | 0     | 23    | 0        | .118  | .183     | .197     | .380  |

- 2019年度シーズン終了時

### 年度別守備成績
| 年 度 | 球 団 | 外野  | 外野  | 外野  | 外野  | 外野  | 外野     |
| 年 度 | 球 団 | 試 合 | 刺 殺 | 補 殺 | 失 策 | 併 殺 | 守 備 率 |
| ----- | ----- | ----- | ----- | ----- | ----- | ----- | -------- |
| 2012  | 楽天  | 13    | 10    | 1     | 0     | 0     | 1.000    |
| 2013  | 楽天  | 8     | 7     | 0     | 1     | 0     | .875     |
| 2014  | 楽天  | 21    | 18    | 1     | 0     | 0     | 1.000    |
| 2015  | 楽天  | 12    | 10    | 1     | 1     | 0     | .917     |
| 通算  | 通算  | 54    | 45    | 3     | 2     | 0     | .960     |

- 2019年度シーズン終了時

### 記録
- 初出場：2012年5月26日、対横浜DeNAベイスターズ1回戦（日本製紙クリネックススタジアム宮城）、9回表に左翼手で出場
- 初打席：2012年5月27日、対東京ヤクルトスワローズ1回戦（明治神宮野球場）、8回表に日高亮から右飛
- 初安打：2012年6月2日、対広島東洋カープ3回戦（日本製紙クリネックススタジアム宮城）、9回裏に小山桂司の代打で出場、キャム・ミコライオから中前安打
- 初先発出場：2012年6月9日、対中日ドラゴンズ4回戦（ナゴヤドーム）、1番・中堅手で先発出場
- 初打点：2013年8月25日、対千葉ロッテマリーンズ19回戦（日本製紙クリネックススタジアム宮城）、9回裏に益田直也から中越サヨナラ適時二塁打

### 独立リーグでの打撃成績
| 年 度     | 球 団     | 試 合 | 打 数 | 得 点 | 安 打 | 二 塁 打 | 三 塁 打 | 本 塁 打 | 塁 打 | 打 点 | 三 振 | 四 球 | 死 球 | 犠 打 | 犠 飛 | 盗 塁 | 失 策 | 併 殺 打 | 打 率 | 出 塁 率 | 長 打 率 | O P S |
| --------- | --------- | ----- | ----- | ----- | ----- | -------- | -------- | -------- | ----- | ----- | ----- | ----- | ----- | ----- | ----- | ----- | ----- | -------- | ----- | -------- | -------- | ----- |
| 2018      | 富山      | 41    | 161   | 42    | 56    | 6        | 4        | 4        | 82    | 39    | 24    | 28    | 3     | 0     | 2     | 10    | 5     | 3        | .348  | .448     | .509     | .957  |
| 2019      | 富山      | 70    | 282   | 45    | 97    | 11       | 2        | 7        | 133   | 45    | 35    | 37    | 2     | 1     | 2     | 25    | 2     | 11       | .344  | .421     | .472     | .893  |
| 通算：2年 | 通算：2年 | 111   | 443   | 87    | 153   | 17       | 6        | 11       | 215   | 84    | 59    | 65    | 5     | 1     | 4     | 35    | 7     | 14       | .345  | .431     | .485     | .917  |

- 各年度の太字はリーグ最高

### 背番号
- 36 （2011年 - 2015年）
- 036 （2016年）
- 64 （2017年、2024年 - ）
- 8 （2018年 - 2019年）

### 登場曲
- 『Happiness』嵐（2011年）
- 『合鍵』BREATHE（2012年）
- 『My Resistance -タシカナモノ-』Kis-My-Ft2（2013年 - 2015年）
- 『愛すべき明日、一瞬と一生を』GReeeeN（2016年 ‐ 2017年）